# La Parure
Pour l'adaptation, voir La Parure (téléfilm).

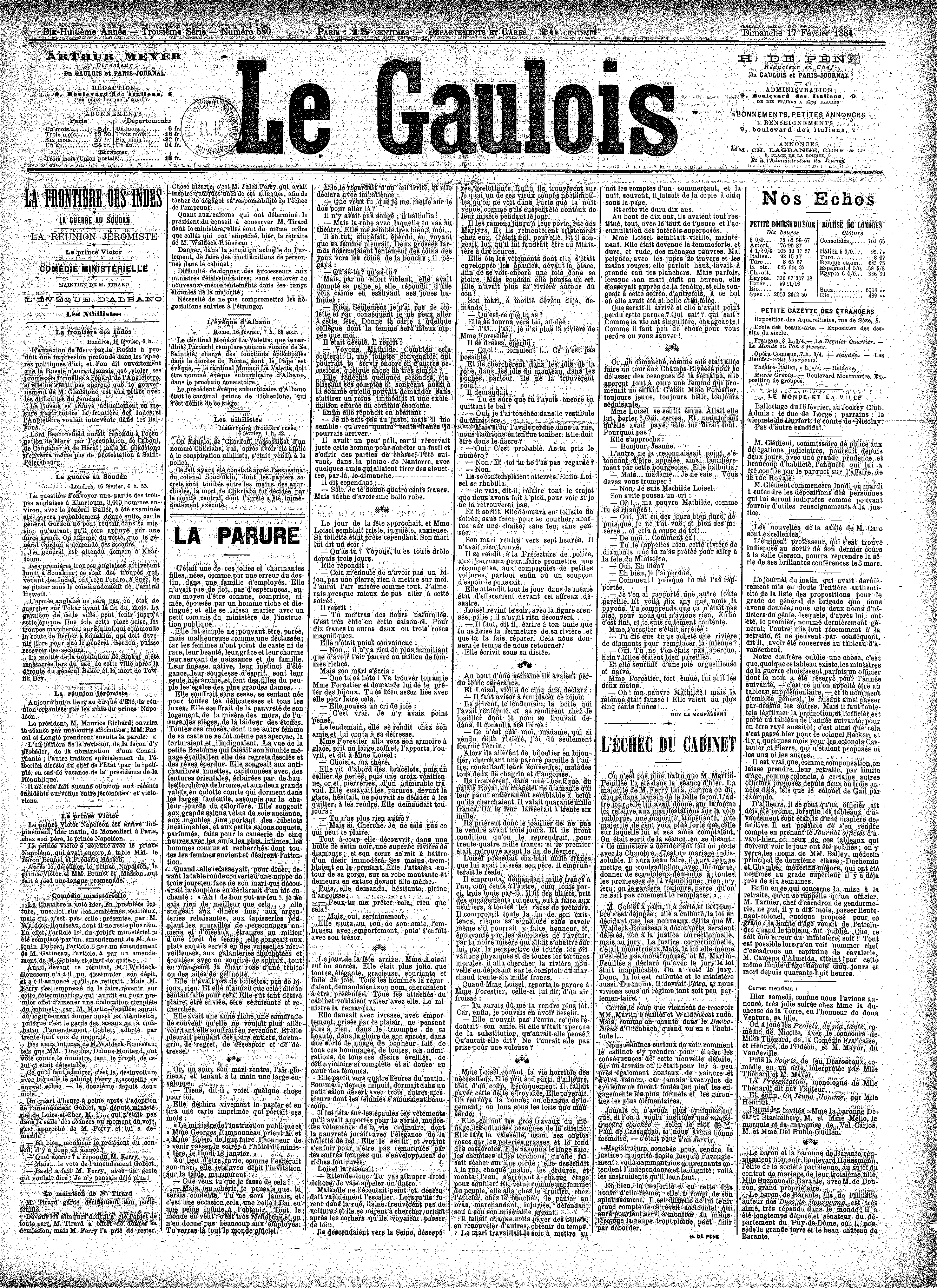
Une du Gaulois du 17 février 1884, où la nouvelle est publiée pour la première fois.

La Parure est une nouvelle réaliste écrite par Guy de Maupassant, parue en 1884.
L'histoire se passe dans le Paris du XIXe siècle. La nouvelle raconte la vie de Mathilde Loisel, malheureuse et insatisfaite du milieu pauvre dans lequel elle évolue, et les choix qu'elle va faire dans l'espoir de s'élever au-dessus de son rang, qui vont l'entraîner dans sa propre chute, personnelle, financière et sociale.
Maupassant exploite dans cette nouvelle la thèse du déterminisme social, qu'il illustre avec les comportements de Mathilde Loisel, induits par l'influence sociétale qu'elle subit.[réf. nécessaire]

## Historique
La Parure est parue pour la première fois dans le quotidien Le Gaulois du 17 février 1884, avant d'être reprise dans le recueil Boule de Suif (Ollendorf -1902). Elle paraît trois ans après le rétablissement de la liberté de la presse sous la IIIe République.

## Résumé
Mathilde Loisel est une Parisienne au foyer qui rêve d'une vie d'ostentation, de richesses et d'élégance. Elle est l'épouse d’un petit employé du ministère de l'Instruction publique qu'elle a épousé faute de mieux, mais qui en fait beaucoup pour elle.
Un jour, celui-ci arrive avec une invitation pour une fête au Ministère, et pour ne pas laisser se montrer au travers de sa toilette son rang, elle emprunte un collier à son amie, Jeanne Forestier, qui fait partie du beau monde qu'elle rêve de fréquenter. Rentrée chez elle, elle s'aperçoit qu'elle a perdu le collier. Toutes les recherches n'y changent rien, et le précieux bijou demeure introuvable. Elle n'ose rien dire à son amie, préférant donner le change en lui en achetant un, identique, mais valant 40 000 francs, endettant alors lourdement son ménage pour rembourser les crédits engagés : ils déménagent, renvoient la domestique, et elle « connut la vie horrible des nécessiteux ». Le mari fait de pénibles petits travaux d'écriture après son travail et elle est obligée de faire toutes les tâches ingrates réservées avant cela aux domestiques, et cela pendant dix ans.

Au bout de ces dix années de galère, Madame Loisel croise un jour par hasard Mme Forestier, « toujours jeune, toujours belle », et juge qu'il est temps d'avouer. D'abord, Madame Forestier ne reconnaît plus Madame Loisel. Puis, apprenant la vérité, elle lui répond : 

« Oh ! ma pauvre Mathilde ! Mais la mienne était fausse. Elle valait au plus cinq cents francs ! »

## Citations.

### L'incipit
L'incipit de la nouvelle dépeint d'emblée un personnage indéfini (« une de ces ») qui n'est pas nommé et dont la naissance est associée à « une erreur du destin ». La jeune femme est décrite non pas par ce qu'elle est, mais par ce qu'elle n'a pas : le sentiment d'appartenance et l'idée de possession sont évoqués dès les premières lignes et sont au cœur de toute la nouvelle.

« C'était une de ces jolies et charmantes filles, nées, comme par une erreur du destin, dans une famille d'employés. Elle n'avait pas de dot, pas d'espérances, aucun moyen d'être connue, comprise, aimée, épousée par un homme riche et distingué ; et elle se laissa marier avec un petit commis du ministère de l'Instruction publique. »

### Une amie riche
Jeanne Forestier représente l'idéal auquel rêve d'appartenir Mathilde Loisel. Les relations entre les jeunes femmes sont évoquées dès le début de la nouvelle.

« Elle avait une amie riche, une camarade de couvent qu'elle ne voulait plus aller voir, tant elle souffrait en revenant. Et elle pleurait pendant des jours entiers, de chagrin, de regret, de désespoir et de détresse. »

### Le bal
Parée du bijou prêté par Jeanne Forestier, Mathilde Loisel  se rend au bal accompagnée de son mari. Cette soirée est l'unique moment dans la nouvelle où Mathilde Loisel, au centre de tous les regards, semble rayonner de bonheur. La parure fait illusion, et la jeune femme parait exister enfin, alors même qu'elle se fait ainsi passer pour quelqu'un qu'elle n'est pas vraiment.

« Le jour de la fête arriva. Mme Loisel eut un succès. Elle était plus jolie que toutes, élégante, gracieuse, souriante et folle de joie. Tous les hommes la regardaient, demandaient son nom, cherchaient à être présentés. Tous les attachés du cabinet voulaient valser avec elle. Le Ministre la remarqua. »

### L'emprunt
À la suite de la perte de la parure, Les Loisel, qui d'un commun accord taisent l'événement à Jeanne Forestier, s'endettent pour racheter un bijou semblable. Cette décision va avoir de lourdes conséquences sur le reste de leur vie.

« Il emprunta, demandant mille francs à l'un, cinq cents à l'autre, cinq louis par-ci, trois louis par-là. Il fit des billets, prit des engagements ruineux, eut affaire aux usuriers, à toutes les races de prêteurs. Il compromit toute la fin de son existence, risqua sa signature sans savoir même s'il pourrait y faire honneur, et, épouvanté par les angoisses de l'avenir, par la noire misère qui allait s'abattre sur lui, par la perspective de toutes les privations physiques et de toutes les tortures morales, il alla chercher la rivière nouvelle, en déposant sur le comptoir du marchand trente-six mille francs. »

## Adaptations

### Au cinéma
- 1909 : Le Collier de perles (The Necklace), film américain muet de David Wark Griffith, avec Herbert Prior et Mary Pickford
- 1915 : Le Collier de perles, film français muet de Louis Feuillade, avec Édouard Mathé et Claude Mérelle
- 1915 : Le Collier de perles (The Necklace of Pearls), film américain muet de P. Thanhouser
- 1921 : La Parure (The Diamond Necklace), film britannique muet de Denison Clift, avec Milton Rosmer
- 1925 : Un collier de perles (Yichuan Zhenshu), film chinois muet de Li Zeyvan
- 1949 : Le Collier de diamants (The Diamond Necklace), film américain de Sobey Martin
- 1952 : La Parure, film français d'André Michel, au sein du film à sketches Trois femmes
- 1967 : Le Bijou (Smycket), film suédois de Gustaf Molander, au sein du film à sketches Stimulantia

### À la télévision
- 1957 : La Parure, téléfilm français réalisé par R. Favar (15 minutes)
- 1961 : La Parure, épisode réalisé par Carlo Rim, dans le cadre de la série télévisée Treize contes de Maupassant (26 minutes)
- 2006 : La Parure, épisode 2, saison 1, réalisé par Claude Chabrol, dans le cadre de la série télévisée Chez Maupassant sur France 2 (30 minutes)

### En bande dessinée
- La Parure / adaptation Simone Wion d'après Guy de Maupassant ; dessin Léo Beker, dans Je Bouquine n° 30, août 1986.